# Philip Morrison
Philip Morrison (Somerville, Nova Jérsei, 7 de novembro de 1915 — Cambridge, Massachusetts, 22 de abril de 2005) foi um físico estadunidense. Foi professor do Instituto de Tecnologia de Massachusetts (MIT). É conhecido por seu trabalho no Projeto Manhattan durante a Segunda Guerra Mundial, e depois por seu trabalho em mecânica quântica, física nuclear e astrofísica de alta energia.

## Projeto Manhattan
Depois de terminar seu doutorado Morrison assumiu o cargo de instrutor no San Francisco State College. Em 1941 ele se tornou instrutor na Universidade de Illinois. Em dezembro de 1942, com a Segunda Guerra Mundial ao redor do globo, ele foi recrutado por Robert F. Christy para participar do Projeto Manhattan na Universidade de Chicago em janeiro de 1943. Lá ele trabalhou com Eugene Wigner sobre a concepção de nuclear reatores.
Preocupado com o perigo do projeto de energia nuclear alemão, Morrison ajudou a persuadir o diretor do Projeto Manhattan, Brigadeiro General Leslie R. Groves, Jr., a iniciar a Missão Alsos - que foi criada após a invasão aliada da Itália em setembro de 1943 com uma missão dupla: busca por pessoal, registros, material e locais para avaliar os programas nucleares inimigos e evitar sua captura pela União Soviética. Foi estabelecido como parte da missão do Projeto Manhattan para coordenar a inteligência estrangeira relacionada à atividade nuclear inimiga - fim de reunir informações sobre ela.
Com o trabalho em Chicago terminando em meados de 1944, Morrison mudou-se para o Laboratório Los Alamos do Projeto Manhattan no Novo México como líder do grupo. Sua primeira tarefa foi ajudar a determinar quanto plutônio uma bomba exigiria. Ele calculou que 6 quilos (13 libras) seriam suficientes. Ele então trabalhou com George Kistiakowsky nas lentes explosivas necessárias para detonar a arma nuclear do tipo implosão.
Morrison transportou o núcleo do dispositivo de teste Trinity para o local de teste no banco de trás de um sedã Dodge. Ele foi testemunha ocular do teste em 16 de julho de 1945 e escreveu um relatório sobre ele. Um mês depois, como líder da equipe do Projeto Alberta, ele ajudou a carregar as bombas atômicas a bordo da aeronave que participou do bombardeio atômico de Hiroshima e Nagasaki. Após o fim da guerra, Morrison e Robert Serber viajaram para Hiroshima como parte da missão do Projeto Manhattan para avaliar os danos.

## Trabalho acadêmico
Morrison co-escreveu um papel com Leonard I. Schiff em 1940 em que eles calcularam os raios gama emitidos pelo processo de captura de K-elétron. Inicialmente em Cornell após a guerra, Morrison continuou trabalhando em física nuclear, colaborando com Bethe em um livro, Teoria Nuclear Elementar (1952), um dos primeiros tratamentos do campo relativamente novo.
Seguindo suas posições políticas, a atenção de Morrison começou a se voltar para as estrelas. Em 1954, ele publicou um artigo com Bruno Rossi e Stanislaw Olbert no qual exploravam a teoria de Enrico Fermi de como os raios cósmicos viajam pela galáxia. Morrison seguiu isso com uma revisão das teorias das origens dos raios cósmicos em 1957. Um artigo de 1958 em Nuovo Cimento é considerado um marco do nascimento da astronomia de raios gama. 
Em colaboração com Giuseppe Cocconi, Morrison publicou um artigo em 1959 propondo o potencial das microondas na busca por comunicações interestelares, um componente do moderno programa SETI. Esta foi uma das primeiras propostas para detectar inteligência extraterrestre. Ele admitiu que "A probabilidade de sucesso é difícil de estimar, mas se nunca pesquisarmos, a chance de sucesso é zero". 
Morrison permaneceu na Cornell até 1964, quando foi para o Massachusetts Institute of Technology (MIT). Ele permaneceu lá pelo resto de sua carreira, tornando-se Professor do Instituto em 1976, e Professor Emérito do Instituto em 1986. Em 1963, trabalhando em colaboração com um aluno seu, James Felten, Morrison investigou o efeito de espalhamento Compton inverso, uma importante fonte de raios-x cósmicos e raios gama. No MIT, Morrison se juntou ao grupo de raios-x de Bruno Rossi lá, e também ao grupo de Riccardo Giacconi na vizinha American Science and Engineering. Morrison envolveu-se profundamente na exploração do cosmos por meio de suas emissões de raios X e gama. Em um artigo de 1960, ele observou as semelhanças entre pulsares e quasares. Ele voltou a este assunto em 1976, para aplicar o seu modelo para a rádio galáxia Cygnus A.